# Briarcliffe Acres
Briarcliffe Acres – miasto w Stanach Zjednoczonych, w stanie Karolina Południowa, w hrabstwie Horry.